# ديفيد جونستون (ضابط بحري)
ديفيد جونستون (بالإنجليزية: David Johnston) هو ضابط بحري أسترالي، ولد في 1962.